# 10 (tal)

Babylonska tecknet för siffran 10.

Mayakulturens tecken för siffran 10.

10 (tio (fil)) är det naturliga heltal som följer 9 och föregår 11.

## Inom matematiken
- 10 är ett jämnt tal.
- 10 är basen i det decimala talsystemet (och alltså det första tvåsiffriga talet).
- 10 är det näst minsta talet som är summan av två olika positiva kvadrater: 10 = 12 + 32. (Det minsta talet med den egenskapen är 5.)
- 10 är ett semiprimtal[1].
- 10 är det nionde defekta talet
- 10 är det fjärde triangeltalet, 1 + 2 + 3 + 4
- 10 är det tredje centrerade triangeltalet
- 10 är ett centrerat nonagontal
- 10 är det tredje tetraedertalet
- 10 är ett kvadratfritt tal
- 10 är ett Harshadtal
- 10 är ett dekagontal
- 10 är ett Perrintal
- 10 är ett glatt tal
- 10 är ett mycket ymnigt tal
- 10 är summan av de tre första primtalen, då 2 + 3 + 5 = 10
- 10 är ett palindromtal i det Romerska talsystemet.
- 10 är ett palindromtal i det ternära talsystemet.
- 10 är ett palindromtal i det kvarternära talsystemet.

## Inom vetenskapen
- Neon, atomnummer 10
- M10, klotformig stjärnhop, Ormbäraren i Messiers katalog
- 10 Hygiea, en asteroid